# Trésor de Gazteluberri
 (mai 2020).
Le Trésor de Gazteluberri est un ensemble de 52 monnaies de différents matériaux découvert en 1960 et enterré à la fin du XVIe siècle ou au début du XVIIe siècle. Il a été découvert à Segura, commune du Guipuscoa. Le trésor est désormais conservé au musée archéologique national de Madrid.

## Histoire
Le trésor a été enfoui au cours d'une période d'instabilité.

## Découverte
Juan Berasategui y Urquía et Eugenio Martín Zazo ont découvert le trésor en 1960. Il est conservé sous le numéro 233 au musée archéologique national de Madrid.

## Contenu
Le trésor contient des monnaies de Jeanne la Folle, Philippe II et Charles Ier.